# Фруктозо-6-фосфат
Фруктозо-6-фосфат (также известный как эфир Нейберга) — фруктоза, фосфорилированная в шестое положение. В живых клетках это вещество присутствует в β-D форме. Практически вся глюкоза и фруктоза, поступающие в клетку, превращаются в это соединение, что не даёт им покинуть клетку, поскольку у подавляющего большинства живых организмов нет транспортёров сахарофосфатных эфиров. Своё историческое название эфир Нейберга он получил по имени первооткрывателя — немецкого биохимика Карла Нейберга.

## История открытия
В 1918 году, Карл Нейберг обнаружил, что соединение, которое только позже было определено как фруктозо-6-фосфат, может быть получено мягким щелочным гидролизом «эфира Хардена-Янга» (фруктозо-1,6-бисфосфат).

## Гликолиз
Фруктозо-6-фосфат является одним из ключевых интермедиатов гликолиза. Он образуется в результате изомеризации глюкозо-6-фосфата, а затем фосфорилируется и превращается во фруктозо-1,6-бисфосфат.
| α-D-глюкозо-6-фосфат | Фосфоглюкоизомераза | Фосфоглюкоизомераза | β-D-фруктозо-6-фосфат | Фосфофруктокиназа         | Фосфофруктокиназа         | β-D-фруктозо-1,6-бисфосфат |
|                      |                     |                     |                       |                           |                           |                            |
|                      |                     | АТФ                 | АДФ                   |                           |                           |                            |
|                      |                     |                     |                       |                           |                           |                            |
|                      |                     | Pi                  | H2O                   |                           |                           |                            |
|                      |                     |                     |                       |                           |                           |                            |
|                      | Фосфоглюкоизомераза | Фосфоглюкоизомераза |                       | Фруктозо-1,6-бисфосфатаза | Фруктозо-1,6-бисфосфатаза |                            |